# Каталітичні процеси переробки нафти

## Загальна характеристика
Каталітичні процеси відрізняються від термічних тим, що пара нафтової сировини пропускається над каталізатором, що прискорює і направляє хід реакцій у бік утворення необхідних продуктів при більш м'яких умовах.
При каталітичному крекінгу, у якому всі процеси перетворення вуглеводнів нафти протікають в умовах гетерогенного каталізу, отримують продукти, різко відмінні за складом від продуктів термічного крекінгу і піролізу. 
Каталізатори, які застосовуються в нафтопереробці, підрозділяють на метали (Ni, Pt, Pd), напівпровідники (Zn, Cr2O3, WS2, МоО2), ізолятор-алюмосилікатні каталізатори (Al2O3). Як каталізатори для крекінгу застосовують або алюмосилікати (природні глини), оброблені і збагачені присадками оксидів різних металів (Ni, Co, Cu, Mn і ін.), або спеціальні синтетичні маси на алюмосилікатній основі, так звані цеоліти і цеолітові системи. Сьогодні використовується близько 150 видів цеолітів, що дозволило залучити до переробки нові види сировини.
Головною задачею каталітичного крекінгу, як і термічного, є розщеплення високомолекулярних вуглеводнів. При температурах 200-300 °C переважають реакції деполімеризації, а при 300 °C і вище починається власне каталітичний крекінг.
При каталітичному крекінгу легше всього крекінгуються олефіни, потім алкіловані арени і нафтени, а алкани найбільш стійкі, у той час як при термічному крекінгу цей ряд складають алкани, нафтени й арени.

## Головні перетворення вуглеводнів при каталітичному крекінгу
Ці перетворення зводяться до наступного:
- 1. Алкани. Як і при термічному крекінгу, при каталітичному крекінгу відбувається розщеплення їхніх молекул на алкани меншої молекулярної маси й олефіни, однак швидкість крекінгу алканів у цьому випадку в 40-60 разів більше при тій самій температурі, рідкі продукти їхнього каталітичного крекінгу мають переважно ізобудову, газоподібні продукти складаються з вуглеводнів C3 і С4 (пропілен, пропан, ізобутилен, ізобутан). Ізоалкани крекінгуються з більшою швидкістю, ніж нормальні алкани.
- 2. При каталітичному крекінгу олефінів головним є розкладання, що супроводжується процесами перерозподілу водню. У продуктах їхнього крекінгу виявлена велика кількість ізоалканів і аренів, а також коксу (від 0 до 14%). Швидкість крекінгу в 1000-8000 разів більша, ніж при термічному крекінгу.
- 3. Нафтени в умовах каталітичного крекінгу дегідрують в арени, ізомеризуються чи розпадаються з розривом кільця по С-С-зв'язку. Каталітичний крекінг їх протікає в 1000 разів швидше, ніж термічний.
- 4. Незаміщені арени (бензол, нафталін) в умовах каталітичного крекінгу практично не змінюються, крекінг толуолу незначний. Вищі алкіли-бензоли крекінгуються легко і більш швидко, ніж при термічному крекінгу. Розщеплюється не β-, а α-зв'язок С-С бічного ланцюга, крім того відбувається ізомеризація за рахунок переміщення бічних ланцюгів по кільцю. Багатоядерні арени дають великий вихід коксу через високу схильність до конденсації.

У присутності алюмосилікатів розщеплення вуглеводнів починається при 300-350 °C, а найбільш інтенсивно протікає при 450-480 °C (не вище 510 °C). Каталітичний крекінг проводиться при атмосферному чи невеликому (0,2-0,3 МПа) тиску.
Продуктами каталітичного крекінгу є бензин, газойль, газ і кокс. Найкращий крекінг-бензин виходить при переробці нафтенової сировини. При переробці алканів вони мають найнижчу якість, а із сировини, що містить багато аренів, одержання продуктів ускладнене інтенсивним коксоутворенням. В середньому за один цикл при каталітичному крекінгу газойля прямого перегону одержують (% мас.) крекінг-бензину – 40-45, крекінг-газойлю – 40-45, газу – 10-25 і коксу – 5. При однаковій вихідній сировині бензин каталітичного крекінгу відрізняється значно меншим вмістом ненасичених і великим вмістом нафтенів і аренів. Він характеризується досить високою хімічною стійкістю і високим октановим числом (78-82).
Крекінг-газойль містить багато алканів і аренів і не піддається повторному каталітичному крекінгу через схильність до коксування, хоча є задовільною сировиною для термічного крекінгу.
Гази каталітичного крекінгу містять понад 40% ізобутану, що є сировиною для одержання алкілату – високооктанового компонента авіабензину.
Для термокаталітичної переробки нафти широко застосовуються процеси, які проходять під тиском водню, оскільки при цьому досягається більший вихід світлих нафтопродуктів, зменшується коксоутворення і різко знижується отруєння каталізатора, тому що водень гідрує адсорбовані на ньому олефіни і перешкоджає як їхньому ущільненню, так і конденсації ароматичних вуглеводнів, що приводить до коксоутворення, гідруванням руйнуються небажані в нафтопродуктах сірчисті сполуки і різні гетерокомпоненти з перетворенням їх у вуглеводні і найпростіші сполуки – H2O, H2S, NH3.
Основні процеси, що протікають під тиском водню – це гідрокрекінг, гідроочищення, гідродеалкілювання і риформінг. Найбільше поширення ці процеси одержали останнім часом у зв'язку з видобутком великої кількості сірчистих важких нафт, при одночасно зростаючому попиті на високооктановий бензин і ароматичні вуглеводні для нафтохімії.